# Abudefduf taurus
Abudefduf taurus är en fiskart som först beskrevs av Müller och Troschel, 1848.  Abudefduf taurus ingår i släktet Abudefduf och familjen Pomacentridae. Inga underarter finns listade i Catalogue of Life.